# Anno fibra
L'anno fibra è l'unità di misura dell'esposizione dell'organismo umano all'amianto.
Un anno-fibra si considera come 106 fibre al m³ per anno.
L'asbestosi viene considerata malattia professionale (e quindi soggetta a rimborso obbligatorio) se coesistono un'esposizione minima di 25 anni fibra: il rischio di carcinoma bronchiale è raddoppiato, mentre quello di mesotelioma è già raddoppiato dopo una breve esposizione anche senz'altra traccia di asbesto.